# Madžiūnai
Madžiūnai is een dorp in het zuiden van Litouwen ongeveer 50 kilometer ten zuidwesten van de hoofdstad Vilnius. Madžiūnai ligt in een de bosrijke omgeving, en is ontsloten aan de landelijke hoofdweg A4 die Vilnius verbindt met Druskininkai en Grodno. Aan de hoofdweg staat een hotel met daarin een klein winkeltje en een kerk. Het tankstation bij het hotel is gesloten.

## Bevolking
In 2011 telde Madžiūnai 162 inwoners, van wie 84 mannen en 78 vrouwen.

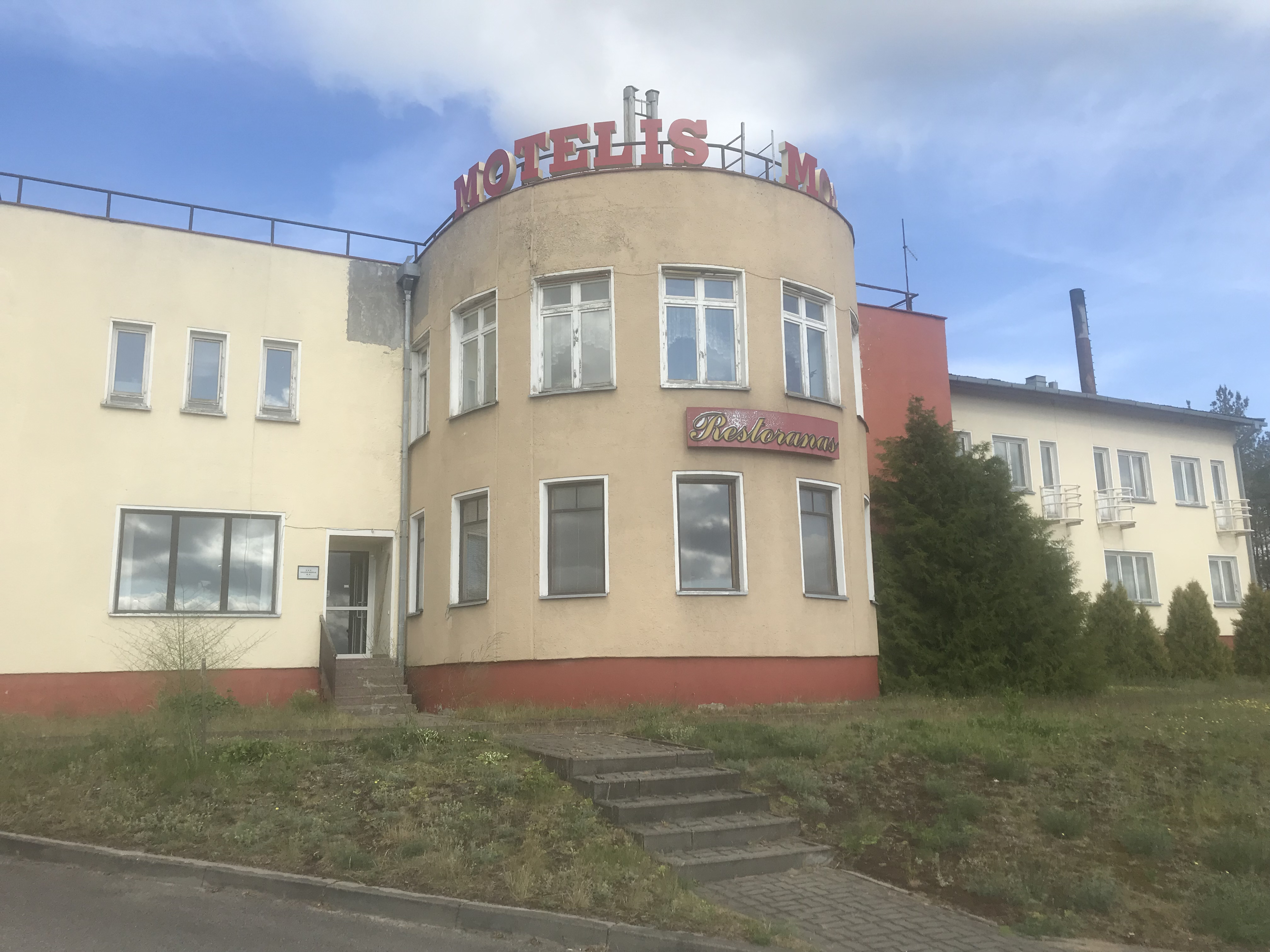
Hotel in Madžiūnai.

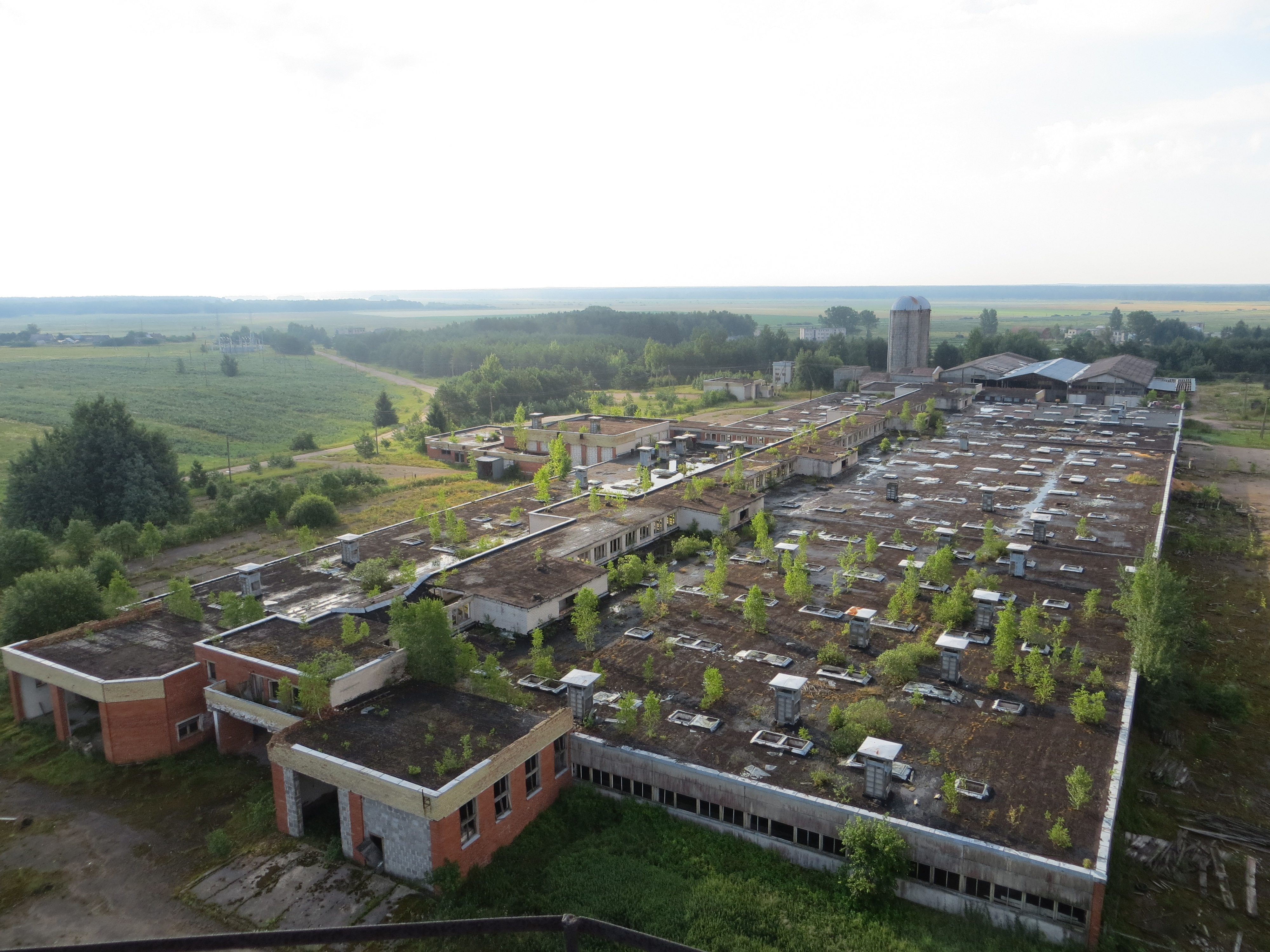
Verwaarloosde boerderij, aan de rand van het dorp.

| Inwoners per jaar |        |
| Jaar              | Aantal |
| 1896              | 107    |
| 1959              | 239    |
| 1970              | 219    |
| 1979              | 245    |
| 2001              | 199    |
| 2011              | 162    |